# Uszlachetnianie druku
Uszlachetnianie druku - dziedzina poligrafii z pogranicza technik drukarskich i introligatorskich, zajmująca się metodami pokrywania podłoża drukowego różnorodnymi substancjami lub materiałami.
Uszlachetnianie druku można stosować zarówno wobec miejsc zadrukowanych, jak i niepokrytych farbą drukową. Zazwyczaj uszlachetnienia dokonuje się na zadrukowanych już arkuszach, ale jeszcze przed procesami introligatorskimi.
Celami uszlachetniania wyrobów poligraficznych są:
- podnoszenie wizualnych walorów powierzchni
- zwiększenie wytrzymałości mechanicznej podłoża (np. na rozciąganie)
- zwiększenie wytrzymałości mechanicznej powierzchni (np. na ścieranie)
- zwiększenie odporności powierzchni na agresywne czynniki środowiska, jak: światło, wilgoć, woda, utlenianie
- nadanie cech specyficznych (np. powlekanie klejem)

Do technik uszlachetniania druku zalicza się takie techniki, jak:
- brązowanie
- cold-stamping
- gumowanie
- hot-stamping
- impregnowanie
- lakierowanie druku
- laminowanie w tym foliowanie
- powlekanie
- tłoczenie
- zadruk farbami specjalnymi
- druk soczewkowy
- składanie
- scodix

Zobacz też: DTP.